# N,N-Dimethylacrylamid
N,N-Dimethylacrylamid (DMAA) ist eine chemische Verbindung aus der Gruppe der Amide. N,N-Dimethylacrylamid kann sehr schnell polymerisiert werden. Da es gut auf Glas- und Metalloberflächen haftet, wird N,N-Dimethylacrylamid als Klebstoff verwendet. Copolymere mit DMAA sind antistatischer als die meisten anderen Polymere.

## Verwendung
DMAA wird für die Herstellung von Kontaktlinsen, als Copolymer zur Erhöhung der Färbbarkeit, der Hygroskopie und Antistatizität sowie in lichthärtenden Klebstoffen verwendet.